# Radula sullivantii
Radula sullivantii là một loài rêu trong họ Radulaceae. Loài này được Austin mô tả khoa học đầu tiên.